# Камбарский пруд
Камбарский пруд — искусственный водоём в городе Камбарка, сооружённый в 1767 году для нужд Камбарского железоделательного завода на реке Камбарка.
Пруд находится в 9 км от устья реки, площадь зеркала — 4,0 км². Длина пруда составляет 5,5 км, максимальная ширина — 1,5 км. Средняя глубина водоёма 3,1 м, максимальная (у плотины) — 7,0 м. Полный объём водной массы 12,5 млн м³, полезный — 5,1 млн км³. Средний многолетний объём годового стока в створе гидроузла равен 58,3 млн км³.